# Discovery Wings
Discovery Wings – brytyjski kanał poświęcony głównie samolotom, ale także i militariom. 28 lutego 2007 kanał został rozdzielony na Discovery Turbo i Military Channel.